# 宮城県鹿島台商業高等学校
宮城県鹿島台商業高等学校（みやぎけん かしまだいしょうぎょうこうとうがっこう）は、宮城県大崎市鹿島台広長字杢師前にある県立高等学校。大崎市唯一の県立商業高校である。通称は「鹿商」（かしょう）。大崎地区として学級配置数などが計画される高校であるが、およそ75％は仙塩地区からの入学者であり、「大崎マップ作成」「大崎ツアー」といった地元の魅力を探る企画も盛んである。

## 概要
- 設置学科　全日制課程　
  - 商業科

## 沿革
- 1950年4月1日 - 宮城県南郷農業高等学校鹿島台分校として設置
- 1969年4月1日 - 宮城県鹿島台商業高等学校として独立

## 部活動
運動系
- 硬式野球部、バスケットボール部（男子）、バレーボール部、サッカー部（男子）、カヌー部、硬式テニス部（男子）、ソフトテニス部（女子）、卓球部、陸上部、柔道部、バドミントン（愛好会）

文科系
- コンピュータ部、家庭部、芸術部、簿記部、軽音楽部

## 交通
- JR東北本線鹿島台駅徒歩25分